# Sinus Roris
Sinus Roris (dal latino "Golfo della rugiada") è una baia lunare, una estensione del margine settentrionale dell'Oceanus Procellarum. Le coordinate selenografiche di questa baia sono 54,0 ° N, 56,6 ° W; il suo diametro è di 202 km.
I confini di questa formazione sono un po' indistinti. La baia vera e propria è limitata lungo il bordo occidentale dai crateri Markov e Oenopides, e a nord dai crateri Babbage e South. Sul bordo orientale si unisce al Mare Frigoris.
È da notare che le mappe lunari spesso indicano per questa baia una regione molto più vasta rispetto alle dimensioni ufficiali.
L'area indicata dalle coordinate ufficiali ha un'albedo generalmente superiore rispetto al mare a sud, molto probabilmente a causa di depositi di materiale espulso dagli impatti a nord.